# Kuz Kunar (huyện)
Kuz Kunar là một huyện thuộc tỉnh Nangarhar, Afghanistan. Dân số thời điểm năm 1999 là 49,528 người.